# ローラ・フォルネル
ローラ・フォルネル（Lola Forner、1960年6月6日 - ）は、スペインの女優及びモデル。

## 略歴
1979年のミス・スペインで優勝後、1979年のミス・ワールド、1980年のミス・ヨーロッパにもスペイン代表として出場した。その後女優として本格的に活動するが、日本でリリースされた作品はごく僅かである。

## 主な出演作品

### 映画
- The Family, Fine, Thanks (1979)
- Cuatro locos buscan manicomio (1980)
- El Lobo negro (1981)
- Dos y dos, cinco (1981)
- Duelo a muerte (1981)
- スパルタンX 快餐車 (1984) ※1984年12月15日劇場公開
- Shouts of Anxiety (1984)
- Wheels on Meals (1984)
- El Último penalty (1984)
- サンダーアーム/龍兄虎弟 龍兄虎弟 (1986) ※1986年8月16日劇場公開
- ライジング・スターの伝説 WHITE APACHE (1987) ※VHS、DVD、Blu-ray発売のみ
- Scalps (1987)
- Mikola a Mikolko (1988)
- Leyenda del cura de Bargota, La (1990, TV映画)
- Pareja enloquecida busca madre de alquiler (1990)
- ノン、あるいは支配の空しい栄光 NON', OU A VA GLORIA DE MANDA (1990) ※2010年4月17日劇場公開
- Tu pasado me condena (1996, TV映画)
- La familia... 30 años después (1999, TV映画)
- Lisístrata (2002)

### テレビドラマ
- Los Desastres de la guerra (1983)
- La Forja de un rebelde (1990)
- Ricos y famosos (1990)
- Amor de papel (1993)
- Curro Jiménez:el regreso de una leyenda (1995)
- Paraíso (2000)
- El Secreto (2001)
- En nombre del amor (2008)